# Georges Boyer
Pour les articles homonymes, voir Georges Boyer (homonymie) et Boyer.
Ne doit pas être confondu avec Charles-Georges Boyer.
Georges Boyer, né le 27 octobre 1896 à Toulouse et mort le 22 janvier 1960 à Toulouse, est un  historien du droit et assyriologue français.

## Biographie
Georges Boyer naît à Toulouse. Il est le fils de Marguerite Daléas (1868-1940) et de Louis Boyer (1865-1940), avoué à la cour d'appel de Toulouse. Il fait ses études au lycée de garçons de la ville (actuel lycée Pierre-de-Fermat). 
En 1914, au début de la Première Guerre mondiale, à l'âge de dix-huit ans, il est engagé volontaire. Il est victime d'une attaque aux gaz qui affecte durablement sa santé. Il poursuit, au lendemain de la guerre, ses études à la faculté de droit et à la faculté des lettres de l'université de Toulouse, ainsi qu'à l'Institut catholique. C'est dans cette dernière institution que, avec l'hébraïsant Louis Desnoyer, il s'initie aux langues sémitiques.
Pensionnaire de la Fondation Thiers de 1922 à 1925, Georges Boyer complète à Paris sa formation d'historien du droit et d'orientaliste. Ainsi, il étudie à l'université de Paris, sous la direction de Paul Collinet et de Édouard Cuq pour le droit romain, et de Paul Fournier et de Robert Génestal (en) pour le droit canonique. À l'École pratique des hautes études (EPHE), il est l'élève de Jean-Vincent Scheil, fondateur de l'assyriologie française. Ce dernier dirige sa thèse, une « Contribution à l'histoire juridique de la première dynastie babylonienne ». Entre-temps, il a soutenu à Toulouse, en 1924, sous la présidence d'André Fliniaux, sa thèse de doctorat en droit, « Recherches historiques sur la résolution des contrats ».
En 1926, il est reçu premier au concours d'agrégation d'histoire du droit. Il enseigne une année à l'université de Lyon, avant de rejoindre l'université de Toulouse, où il est titularisé en 1929.
En 1939, au déclenchement de la Seconde Guerre mondiale, il est mobilisé, et il participe aux combats de la bataille de France en Alsace. Revenu à Toulouse à la suite de l'armistice de juin 1940, avec notamment les professeurs Paul Dottin et André Hauriou qu'il a connus à la Fondation Thiers, Georges Boyer participe à la résistance universitaire à Toulouse. À la Libération, il préside une commission d'épuration de l'université où, selon Paul Ourliac (Mélanges I, Avant-propos), « il réussit à maintenir ses décisions dans la ligne d'une exacte justice». 
Georges Boyer est doyen de la faculté de droit de l'université de Toulouse (1949-1954) et secrétaire perpétuel de l'Académie de législation (1944-1960). 
Il est enterré au cimetière de Terre-Cabade à Toulouse.

## Distinctions
- Officier de la Légion d'honneur (1951)
- Croix de guerre 1914-1918
- Croix de guerre 1939-1945

## Hommage
L'actuel amphithéâtre Boyer de l'université Toulouse-Capitole, sur le site des Anciennes facultés (actuel no 2 rue Albert-Lautman) est baptisé en son hommage.

## Famille
Louis Boyer (1922-1992), son neveu, est également doyen de la faculté de droit de Toulouse.

## Ouvrages
- Georges Boyer, Recherches historiques sur la résolution des contrats (origines de l'article 1184 du code civil), 1924
- Georges Boyer, Contribution à l'histoire juridique de la première dynastie babylonienne, 1928 (ISBN 2329081715, BNF 31862752, présentation en ligne)
- Georges Boyer, Textes juridiques et administratifs, t. VIII, coll. « Archives royales de Mari », 1958 (2 vol. -- v. 1 : planches ; v. 2 : transcription, traduction et commentaire)
- Georges Boyer, Mélanges d'histoire du droit occidental, vol. Sixième série, t. I, Sirey, coll. « Recueil de l'académie de législation », 1962, 361 p.
- Georges Boyer, Mélanges d'histoire du droit oriental, vol. Sixième série, t. II, Sirey, coll. « Recueil de l'académie de législation », 1962, 324 p.